# Либерия (кантон)
Либе́рия (исп. Liberia) — кантон в провинции Гуанакасте Коста-Рики.

## География
Находится в центральной части провинции. На северо-востоке граничит с провинцией Алахуэла, на западе омывается водами Тихого океана (залив Папагайо). Административный центр — Либерия, также является центром провинции.

## Округа
Кантон разделён на 5 округов:
1. Либерия
2. Каньяс-Дульсес
3. Майорга
4. Накасколо
5. Курубанде